# 四户镇
四户镇，是中华人民共和国江苏省徐州市邳州市下辖的一个乡镇级行政单位。

四户镇重要商贸中心有苏果超市、华联超市，
还有一些服务业。

## 行政区划
四户镇下辖以下地区：
四户村、高板桥村、杜庄村、顾桥村、找埠村、夏墩村、赵家村、栗家村、道口村、竹园村、白马寺村、凤凰庄村、沟涯村、岗子村、北桃园村、石羊村和董塘村。